# Petar Soljanin (mučenik)
Petar Soljanin (Petar Tuzlak) je bio hrvatski katolički svećenik iz reda franjevaca iz Tuzle (Soli).
Tijelo mu je bilo zakopano pored franjevačkog samostana sv. Marije u Zvorniku. Nakon osmanskih napada na Usoru i Soli, franjevci su bili protjerani, zgrade spaljene, a crkva sv. Duha pretvorena u džamiju. Tom je prigodom tijelo Petra Soljanina izvađeno i oskvrnuto noževima. Katolik Pave Suić iz tog mjesta prenio je Petrove posmrtne ostatke u Gradovrh. On je još 1541. godine podmitio turske vlasti da umjesto porušenog zvorničkog samostana podigne novi samostan u Gradovrhu.
Prema zapisima iz kronika navodi se da se na novom pokopu vidjelo da je tijelo bilo iznakaženo ubodima noža no ostalo je sačuvano od raspadanja. Među promatračima bio je i jedan broj muslimana, od kojih su prema svjedočenjima neki doživjeli čudotvorna viđenja.

### Članci
- Živković, Pavo; Brandić, Marija. 2007. Usora i Soli u prva dva stoljeća turske prevlasti. Povijesni zbornik: godišnjak za kulturu i povijesno naslijeđe. Sveučilište Josipa Jurja Strossmayera u Osijeku – Filozofski fakultet. Mostar. 1 (1–2): 51–66